# Woosnamborstelhaarmuis
De Woosnamborstelhaarmuis (Lophuromys woosnami) is een knaagdier uit het geslacht Lophuromys dat voorkomt in de bergen van westelijk Oeganda, Rwanda, Burundi en het oosten van de Democratische Republiek Congo (DRC). Er is gesuggereerd dat de ondersoort L. woosnami woosnami (sensu stricto) uitsluitend in het Ruwenzori-gebergte in Oeganda voorkomt, terwijl de populaties in Kigezi (Zuidwest-Oeganda), de Virunga-vulkanen en het gebied Rugege (Rwanda) de kleinere vorm prittiei Thomas, 1911 vertegenwoordigen; de dieren uit het Kahuzi-gebergte in het oosten van de DRC, die nog groter zijn dan hun soortgenoten uit de Ruwenzori, zouden een derde ondersoort kunnen vormen. Over de ondersoort waar dieren uit het Itombwe-massief (DRC) en uit Burundi toe behoren is niets gepubliceerd. De Woosnamborstelhaarmuis behoort tot het ondergeslacht Kivumys.
L. woosnami heeft een lange staart, lange achtervoeten en oren en een lange schedel. De bovenkant van het lichaam is bruin, de onderkant licht roodbruin. Van alle Lophuromys heeft de Woosnamborstelhaarmuis de zachtste vacht. De kop-romplengte bedraagt 105 tot 135 mm, de staartlengte 104 tot 133 mm, de achtervoetlengte 22,5 tot 27,5 mm, de oorlengte 20 tot 25 mm, het gewicht 38 tot 64 g en de schedellengte 30,2 tot 33,4 mm. Het dier heeft 42 chromosomen, waarvan er 30 metacentrisch en 12 acrocentrisch zijn.
Kivumys: Lophuromys luteogaster · Lophuromys medicaudatus · Woosnamborstelhaarmuis (Lophuromys woosnami)

Lophuromys: Lophuromys angolensis · Lophuromys ansorgei · Lophuromys aquilus · Lophuromys brevicaudus · Lophuromys brunneus · Lophuromys chercherensis · Lophuromys chrysopus · Lophuromys dieterleni · Lophuromys dudui · Lophuromys eisentrauti · Lophuromys flavopunctatus · Lophuromys huttereri · Lophuromys kilonzoi · Lophuromys laticeps · Lophuromys machangui · Lophuromys makundii · Lophuromys margarettae · Lophuromys melanonyx · Lophuromys menageshae · Lophuromys nudicaudus · Lophuromys pseudosikapusi · Lophuromys rahmi · Lophuromys rita · Lophuromys roseveari · Lophuromys sabunii · Lophuromys sikapusi · Lophuromys simensis · Lophuromys stanleyi · Lophuromys verhageni · Lophuromys zena